# Lavorazione a ultrasuoni

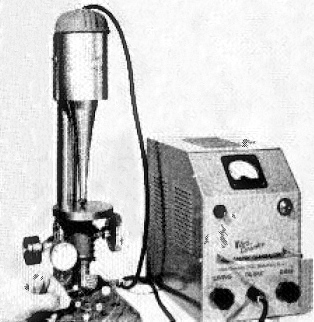
Foratrice ultrasonica del 1955

Le lavorazioni a ultrasuoni sono dei processi in cui un utensile vibrante a frequenze ultrasoniche (~20 kHz) è usato per rimuovere materiale da un pezzo, assistito da un fango abrasivo che scorre tra il pezzo e l'utensile. Si differenzia dalle altre lavorazioni convenzionali per la piccola quantità di calore prodotta. L'utensile non entra mai in contatto col pezzo e il carico di indentazione è sufficientemente basso da rendere la tecnica adatta per la lavorazione di materiali estremamente duri e fragili come il vetro, lo zaffiro, il rubino, il diamante e i ceramici.

## Processo
L'utensile che esegue il taglio è di un materiale più tenace del pezzo. Di solito gli utensili sono realizzati in nichel e acciaio dolce. Mentre l'utensile vibra, spinge in giù il fango abrasivo, un liquido che contiene i grani abrasivi, in modo che i grani impattino contro il pezzo. A causa della fragilità del pezzo, sotto l'azione dei granuli la superficie del pezzo si erode, mentre il materiale più tenero dell'utensile semplicemente si deforma leggermente. I vantaggi della lavorazione ad ultrasuoni rispetto alle lavorazioni convenzionali sono: 
- Virtualmente può essere lavorato qualsiasi materiale duro;
- Si genera poco calore.
- Siccome il movimento dell'utensile è alternato verticale piuttosto che rotatorio, i fori non sono limitati alla forma circolare ma possono essere di qualsiasi forma. Utensili personalizzati possono realizzare forme complesse.
- Si possono ottenere una buona finitura superficiale e una migliore integrità strutturale.

## Tempo macchina
Il tempo macchina dipende dalla frequenza con cui vibra l'utensile, dalle dimensioni dei grani e dalla loro durezza (maggiore o uguale a quella del pezzo), dalla viscosita del fango abrasivo. I grani sono realizzati di solito in carburo di silicio, carburo di boro, molto duri. Minore è la viscosità più velocemente il fango abrasivo esausto può essere pompato via.

## Meccanica della lavorazione ad ultrasuoni
La fisica del processo di lavorazione ad ultrasuoni non è stata completamente studiata, ma si ritiene che la rimozione di materiale sia dovuta ad una combinazione di:
1. Martellamento delle particelle abrasive sulla superficie di lavoro a causa dell'utensile.
2. Impatto dei granuli liberi di abrasivo sulla superficie di lavoro.
3. La velocità dell'utensile vibrante.
4. L'erosione dovuta alla cavitazione.
5. L'azione chimica associata al fluido usato.[3]

## Applicazioni
Trova applicazione nella generazione di fori e cavità in materiali non elettricamente conduttivi, come i materiali ceramici, in particolare è indicato per i materiali così fragili che il numero di scarti sarebbe troppo alto con altri metodi. Siccome è un processo lento si usa fare più fori in parallelo per aumentare la produttività. Ha trovato applicazione anche nella fabbricazione di palette di turbina in nitruro di silicio. Si possono realizzare piccoli fori del diametro di 640 µm con piccoli aghi ipodermici.